# Halecou Lana
Halecou Lana (Alecou Lana, Alecou Lama, deutsch „Alt-Halecou“) ist ein osttimoresischer Ort im Suco Ritabou (Verwaltungsamt Maliana, Gemeinde Bobonaro). Er liegt im Westen der Aldeia Halecou, auf einer Meereshöhe von 118 m, nah dem Fluss Nunura. Zwischen Fluss und dem Dorf liegt die Nachbarsiedlung Halecou Baru (Alecou Baru, deutsch „Neu-Halecou“). Dort befinden sich eine Kapelle und die Grundschule. Eine Straße führt nach Südosten in das Dorf Cor Luli.